# Il visconte dimezzato
O visconde partido ao meio (título no Brasil) ou O visconde cortado ao meio (título em Portugal) (original it. Il visconte dimezzato) é um romance escrito por Ítalo Calvino e publicado em 1952 na Itália. Este é o primeiro livro da trilogia  I nostri antenati,  também composta pelos romances  Il barone rampante (1957) e  Il cavaliere inesistente  (1959).

## Enredo
A história, que flerta com o gênero fantástico, é uma bem-humorada crítica ao mundo pós-moderno. O segundo livro de Calvino conta a trajetória inusitada do Visconde Medardo di Terralba, um tenente muito jovem que ainda transpira a audácia de um adolescente e, movido por esta energia transbordante, declara guerra aos turcos.
No auge do combate, que prometia um desfecho triunfante, o visconde se postou diante do canhão adversário e foi atingido por uma bala, a qual o partiu ao meio. Uma de suas metades, resgatada por doutores que integram as forças armadas cristãs, retorna a sua terra natal, Terralba, e assombra seus habitantes com sua maldade radical e a alma mergulhada em trevas.